# 639
Évszázadok: 6. század – 7. század – 8. század
Évtizedek: 580-as évek – 590-es évek – 600-as évek – 610-es évek – 620-as évek – 630-as évek – 640-es évek – 650-es évek – 660-as évek – 670-es évek – 680-as évek
Évek: 634 – 635 – 636 – 637 –  638 – 639 – 640 – 641 – 642 – 643 – 644

## Események

### Európa
- 36 éves korában meghal I. Dagobert frank király. Birodalmát kettéosztják két fia között: a 11 éves III. Sigebert Austrasiát, az 5 éves II. Klodvig Neustriát és Burgundiát örökli. A kincstárat egyenlően szétosztják a testvérek között. Dagobert halálakor az addig háttérbe szorított Landeni Pippin visszatér elvonultságából és ismét ő lesz Austrasia majordomusa, kormányzója. A Frank Birodalomban a Meroving királyok háttérbe szorulnak, a tényleges hatalom a majordomusok kezébe megy át.
- Decemberben meghal Chintila vizigót király. Utóda fia, Tulga.
- A velencei Torcello szigetén megalapítják az ottani katedrálist, amely ma Veneto egyik legrégebbi egyházi épülete.

### Arab Birodalom
- Szíriában és Palesztinában tovább dúl a pestis, Abú Ubajda szíriai kormányzó is áldozatául esik a járványnak.
- Az év végén Amr ibn al-Ász Omár kalifa tudta nélkül (vagy vonakodva megadott engedélyével) négyezer lovassal betör Egyiptomba és két hónapos ostrom után elfoglalja Pelusiumot.

## Halálozások
- január 19. – I. Dagobert, frank király
- december 20. – Chintila, vizigót király
- Abú Ubajda, arab hadvezér

## Fordítás
- Ez a szócikk részben vagy egészben  a(z)   639 című angol Wikipédia-szócikk ezen változatának fordításán alapul.  Az eredeti cikk szerkesztőit annak laptörténete sorolja fel. Ez a jelzés csupán a megfogalmazás eredetét és a szerzői jogokat jelzi, nem szolgál a cikkben szereplő információk forrásmegjelöléseként.